# Act Tower
Act Tower è un grattacielo situato a Hamamatsu, in Giappone. È l'edificio più alto della città.